# Sverige vid världsmästerskapen i friidrott 2009
Sverige deltog i Världsmästerskapen i friidrott 2009 till Berlin med en trupp som bestod av 23 aktiva friidrottare. Då flera av Sveriges bästa friidrottare såsom Susanna Kallur, Jenny Kallur, Carolina Klüft, Christian Olsson och Magnus Arvidsson samtliga var skadade så var förväntningarna på det svenska laget små inför tävlingarna.

## Resultat

### Herrar
Gång- och löpgrenar
| Gren              | Atlet              | Heat 1      | Heat 1      | Heat 2      | Heat 2      | Semifinal     | Semifinal     | Final         | Final         |
| Gren              | Atlet              | Resultat    | Rank        | Resultat    | Rank        | Resultat      | Rank          | Resultat      | Rank          |
| ----------------- | ------------------ | ----------- | ----------- | ----------- | ----------- | ------------- | ------------- | ------------- | ------------- |
| 400 meter         | Johan Wissman      | 45,83       | 3 Q         |             |             | Startade ej   | Startade ej   | Avancerade ej | Avancerade ej |
| 800 meter         | Mattias Claesson   | 1.48,02     | 26          |             |             | Avancerade ej | Avancerade ej | Avancerade ej | Avancerade ej |
| 3000 meter hinder | Per Jacobsen       | 8.44,80     | 11          |             |             |               |               | Avancerade ej | Avancerade ej |
| 3000 meter hinder | Mustafa Mohamed    | 8.22,92     | 6 q         |             |             |               |               | 8.35,77       | 14            |
| 110 meter häck    | Robert Kronberg    | Startade ej | Startade ej | Startade ej | Startade ej | Startade ej   | Startade ej   | Startade ej   | Startade ej   |
| 50 km gång        | Andreas Gustafsson |             |             |             |             |               |               | 3:57.53 PB    | 21            |

Teknikgrenar
| Gren          | Atlet            | Kval        | Kval        | Final         | Final         |
| Gren          | Atlet            | Resultat    | Rank        | Resultat      | Rank          |
| ------------- | ---------------- | ----------- | ----------- | ------------- | ------------- |
| Höjdhopp      | Linus Thörnblad  | 2,30        | 2 Q         | 2,23          | 5             |
| Stavhopp      | Jesper Fritz     | NM          | -           | Avancerade ej | Avancerade ej |
| Stavhopp      | Alhaji Jeng      | 5,65 SB     | 11 q        | 5,50          | 12            |
| Längdhopp     | Michel Tornéus   | 7,78        | 28          | Avancerade ej | Avancerade ej |
| Spjutkastning | Magnus Arvidsson | Startade ej | Startade ej | Startade ej   | Startade ej   |
| Spjutkastning | Jonas Lohse      | 75,33       | 30          | Avancerade ej | Avancerade ej |
| Tiokamp       | Daniel Almgren   |             |             | 7803          | 22            |
| Tiokamp       | Nicklas Wiberg   |             |             | 8406          | 7             |

### Damer
Gång- och löpgrenar
| Gren              | Atlet            | Heat 1     | Heat 1 | Heat 2        | Heat 2        | Semifinal     | Semifinal     | Final         | Final         |
| Gren              | Atlet            | Resultat   | Rank   | Resultat      | Rank          | Resultat      | Rank          | Resultat      | Rank          |
| ----------------- | ---------------- | ---------- | ------ | ------------- | ------------- | ------------- | ------------- | ------------- | ------------- |
| 3000 meter hinder | Ulrika Johansson | 9.38,88 PB | 8      | Avancerade ej | Avancerade ej | Avancerade ej | Avancerade ej | Avancerade ej | Avancerade ej |
| 20 km gång        | Monica Svensson  |            |        |               |               |               |               | DSQ           | DSQ           |

Teknikgrenar
| Gren           | Atlet              | Kval     | Kval | Final         | Final         |
| Gren           | Atlet              | Resultat | Rank | Resultat      | Rank          |
| -------------- | ------------------ | -------- | ---- | ------------- | ------------- |
| Höjdhopp       | Emma Green         | 1,95     | 1 Q  | 1,96          | 7             |
| Kulstötning    | Helena Engman      | 17,19 SB | 11   | Avancerade ej | Avancerade ej |
| Diskuskastning | Sofia Larsson      | 54,28    | 32   | Avancerade ej | Avancerade ej |
| Diskuskastning | Anna Söderberg     | 57,92    | 26   | Avancerade ej | Avancerade ej |
| Släggkastning  | Cecilia Nilsson    | 63,77    | 34   | Avancerade ej | Avancerade ej |
| Sjukamp        | Nadja Casadei      |          |      | 5598          | 22            |
| Sjukamp        | Jessica Samuelsson |          |      | 5885          | 17            |